# Сем Матекане
Нцокоане Семюел Матекане (15 березня 1958 , Mantsonyaned ) — бізнесмен і політик з народу басото, який обіймає посаду прем'єр-міністра Лесото з 28 жовтня 2022 року. 
До того, як балотуватися, вважався найбагатшою людиною в країні. 
Матекане заробив статки в основному на видобутку алмазів. 
Він заснував свою компанію «Matekane Group of Companies» (MGC) в 1986 році.
У березні 2022 року Матекане провів прес-конференцію у своєму бутік-готелі і заявив, що перейде від бізнесу до політики. 
Він заснував партію Революція в ім'я процвітання (RFP). 
Ця партія змінила політичну систему країни. 
Матекане самостійно профінансував політичну кампанію з активною присутністю у соціальних мережах, яка призвела його до перемоги на загальних виборах у Лесото у 2022 році на тлі тривалого періоду політичного невдоволення та нестабільності уряду в країні. 
Вважається, що на перемогу Матекані сильно вплинула його кампанія у соціальних мережах. 
Фінансова перевага його кампанії на місцях, поряд з його охопленням та присутністю в соціальних мережах, не мала собі рівних серед інших 63 партій, які брали участь у виборах.
Через MGC Матекане профінансував кілька соціальних проектів у країні, зокрема будівництво футбольного стадіону, школи, конференц-центру та ферми за схемою спільного покриття витрат між власниками та фермерами у своєму селі Манцоняні 
. 
Під час пандемії Covid-19 Матекане закуповував обладнання для проведення тестів, вакцини та інше медичне приладдя та передавав їх у дар 
. 
Він зробив багато щедрих пожертвувань у розмірі 8 мільйонів на форму для поліції 

і багато мільйонів на машини швидкої допомоги, ліжка інтенсивної терапії, ноші, інвалідні візки, пральні машини та сушарки, а також передав 1000 одиниць військової форми в дар Силам оборони Лесото. 

## Ранні роки
Матекане народився 15 березня 1958 року і є сьомим із 14 братів та сестер. 

Він народився в дуже віддаленому селі Манцоняні, в країні, яка тоді називалася Британським Басутолендом, а нині — Лесото 
.
Матекане відвідував початкову школу і закінчив 10-й клас 
. 
На короткий час він переїхав до Масери до далеких родичів на навчання. 
Після школи його відправили учнем механіка до Південної Африки. 
Після завершення свого учнівства він працював на південноафриканських копальнях. Його перебування в шахтах було недовгим, і у віці 20 років він повернувся до Масери, де почав працювати продавцем вовни та мохера, а також інших товарів, доки не заснував власну компанію.

## Бізнес
Матекане є засновником і генеральним директором Групи компаній Матекане (MGC), яка була заснована в 1986 як компанія з продажу будівельного обладнання 
. 
Спочатку компанія купувала старі та пошкоджені автомобілі в уряду, щоб відремонтувати та перепродати їх назад уряду. 
Це було унікальне підприємство, яке дозволило Матекан добре використовувати свої навички механіка. 
Його компанія неухильно росла і розширилася до присутності у гірничодобувній промисловості, авіації, нерухомості та благодійності.
Його благодійна діяльність призвела до пожертвування уніформи для поліції, пожертвування машин швидкої допомоги, будівництва ультрасучасної школи в його рідному районі, а нещодавно до створення ферми з пайовою участю місцевих жителів.

## Політика
У березні 2022 року, за кілька місяців до загальних виборів у Лесото 2022 року, Матекане заснував партію під назвою «Революція в ім'я процвітання» (RFP). 

Він позиціював себе як захисника бізнес-спільноти країни, месіанського лідера, який внесе стабільність у політику Лесото, і єдиного бізнесмена в країні, який може покласти край корупції та повернути Лесото з рецесії, в якій вона перебуває з 2017 року. 
Матекане зробив заяву про те, що "зробить Лесото знову великим" будь-якими необхідними засобами.
Політики та бізнесмени Південно-Африканського регіону були вражені його стрімким злетом у політиці. 
Кампанія Матекане за своєю гостротою у зв'язках із громадськістю була безпрецедентною для країни. 
Його перемога в кампанії була забезпечена тим, що він перевершив своїх суперників за витратами та обґрунтував, чому професійні політики більше не служать інтересам Лесото. 
Під час передвиборчої кампанії його вважали аутсайдером і цей статус допоміг виграти всенародне голосування 
.
Партія Матекане зайняла 56 місць, не набравши абсолютної більшості у Національній асамблеї. 
Матекани сформував коаліційний уряд із двома партіями, які завоювали ще 9 місць у парламенті, Альянсом демократів (5 місць) та Рухом за економічні зміни (4 місця). 

Після перемоги на виборах Матекане пообіцяв взятися до справи. 
Він виклав план із 20 пунктів боротьби з корупцією та дефіцитом державного бюджету у розмірі 6,1 мільярда протягом перших 100 днів перебування на посаді 
. 
Він планує подалати економічний спад за допомогою жорсткої економії та створення робочих місць за кошт міжнародних інвесторів, а також домогтися того, чого зазвичай можна досягти за 20 років, в перший термін свого перебування на посаді 
.